# Damplokomotiv
Et damplokomotiv er et lokomotiv der drives frem af en dampmaskine placeret på lokomotivet.
Dampmaskinen påvirker drivakslerne ved hjælp af trækstænger (gangtøjet) som driver hjulene rundt.

## Historie
Det første damplokomotiv blev bygget af Richard Trevithick, og kørte første gang i England den 21. februar 1804, det tog dog nogle år inden damplokomotiver var effektive og økonomiske nok til at kunne afløse heste og okser der, på dette tidspunkt, anvendtes til at trække vognene.
Et gennembrud kom der først i 1829 med the Rainhill Trials som var en konkurrence der skulle finde det bedste lokomotiv til jernbanen mellem Liverpool og Manchester i England. Denne konkurrence vandt det senere berømte lokomotiv Rocket bygget af George og Robert Stephenson
Den første jernbanestrækning i kongeriget Danmark (dvs. fraregnet jernbanerne i hertugdømmerne Slesvig-Holsten) blev indviet lørdag den 26. juni 1847. Til denne havde Sjællandske Jernbane Selskab (SJS) indkøbt fem damplokomotiver hos Sharp Brothers & co. i Manchester. Det første, der ankom fra England i august 1846, døbtes Odin, og anvendtes ved banens bygning. (De andre døbtes "København", "Sjælland", "Danmark", og "Korsør").
I 1860erne blev tre af disse lokomotiver ombygget og efterfølgende brugt på blandt andet Klampenborgbanen. Først i 1888 blev det sidste lokomotiv udrangeret.
I slutningen af 1800tallet gik udviklingen hurtigt, og der kom konstant nye konstruktioner på markedet. DSB, som var opstået i 1885 ved en sammenlægning af flere private selskaber, indkøbte en lang række nye lokomotiver. Disse maskiner opdeltes i klasser, og hver klasse litreredes med et eller flere bogstaver; således kunne DSBs lokomotiver identificeres ved hjælp af et bogstav (litra) og et tal (lokomotivets løbenummer indenfor det pågældende litra). Andre selskaber anvendte andre systemer; traditionen med at navngive lokomotiverne døde, af praktiske årsager, hurtigt ud.
Op gennem 1920- og 30'erne voksede damplokomotiverne konstant i trækkraft, størrelse, og vægt. Lokomotiver som DSB litra E (samlet tjenestevægt: 132,5 ton, længde med tender: 21,3 meter), og DSB litra N (samlet tjenestevægt: 139,7 ton, længde med tender: 22,9 meter) var nogle af de største lokomotiver der har kørt i Danmark, men disse nåede langtfra op på siden af store tyske og amerikanske damplokomotiver, hverken i størrelse eller ydelse.
Fra 1950'erne begyndte det at gå ned ad bakke for damplokomotiverne i Danmark; diesellokomotiverne var blevet stærkere og ikke mindst mere brændstoføkonomiske, og så kunne de betjenes af en mand og var derfor langt mere økonomiske.
I maj 1970 ophørte kørsel med damplokomotiver hos DSB, og i de efterfølgende år også hos de danske privatbaner.
I udlandet fortsatte dampdriften nogle år endnu, men også her døde driften ud. 

## Besætningen
Et damplokomotiv havde oprindeligt en besætning på 3 personer:
- En lokomotivfører (Lkf), der varetog kørslen.
- En fyrbøder (Lfb), der sørgede for brændsel til dampmaskinen
- En togsmed hvis opgave var at holde øje med at toget ikke tabte nogen vogne (Dette var meget almindeligt i jernbanes første år, da kæderne mellem vognene ofte sprang), og at reparere lokomotiv/vogne ved eventuelle nedbrud. Omkring 1900-tallet bortfaldt denne funktion.

## Teknik
Opvarmning af vandet til damp sker i kedlen, som er den lange cylinder der udgør den største del af lokomotivet. I bagerste ende af kedlen er fyrkassen. 
Denne er en kasse der hænger inde i kedlen, ved hjælp af lange støtteskruer eller stag. Det betyder at fyrkassen altid er omgivet af vand, hvilket er vigtigt for at den ikke skal blive overophedet og for at give en opvarmning af vandet i kedlen.
I bunden af fyrkassen ligger risten som kullene ligger på. Her kan suges frisk luft ind fra neden af. Asken falder gennem risten ned i askekassen, når kullene brænder. I enderne af askekassen er der nogle spjæld, der sørger for frisk luft til forbrændingen.
I toppen af fyrkassen er der en smelteprop, som består af messing med en blykerne. Hvis denne ikke er dækket med vand på kedelsiden, betyder det at fyrkassen ikke er omgivet af vand. Proppen vil da smelte, og damp fra kedlen vil komme ned i fyrkassen og dæmpe ilden.
Fra frontvæggen i fyrkassen går der adskillige rør gennem hele kedlen. Disse kedelrør eller røgrør går frem til røgkammeret i forenden af lokomotivet. Kedelvandet opvarmes altså direkte af varmen fra siderne i fyrkassen samt af den varme som kedelrørene udstråler i kedlen.
Luften cirkulerer altså ved at den trækker ind gennem spjældene i askekassen og op gennem risten, hvor den indgår i forbrændingen. Derved opvarmes den, og varmen forplanter sig til kedelvandet fra fyrkassens sider.
Luften der nu er varm og fyldt med røggas, trænger gennem kedelrørene frem til forenden, hvor rørene munder ud i røgkammeret.
I røgkammeret er der som regel en form for gnistfang. Desuden bliver den brugte damp fra stemplerne presset ud gennem røgkammeret og op gennem skorstenen. Restdampen trækker derved en masse luft med sig op gennem skorstenen, denne luft bliver trukket hele vejen gennem kedelrørene, og derved sættes ekstra liv i forbrændingen af kullene.
Adgang til røgkammeret (for rensning) sker gennem en luge – røgkammerdøren – i forenden.
Vandet i kedlen varmes altså op af den varme, der udvikles ved forbrændingen i fyrkassen og når et damptryk, f.eks. 16 atmosfærer. I toppen af den lange cylinder som udgør kedlen, tappes dampen af kedlen gennem en regulatorventil, som regulerer hvor meget damp der ledes ned til stemplerne; den svarer til gaspedalen på en bil. Fra denne ventil går der en aksel ind til førehuset, til en regulatorarm.
På lokomotiver med overheder er de øverste kedelrør af stor diameter, og inden i dem er der igen rør. Dette rør kaldes en overheder. Formålet er at tørre dampen, inden den ledes til cylindrene. Når regulatoren åbnes, ledes dampen ned gennem disse overhederrør, der løber inden i de øverste kedelrør. Herved opvarmes og tørres dampen endnu mere.
Dampen ledes ned til stemplerne, eller til glideren, som bestemmer og styrer retningen på dampen, så lokomotivet kører den rigtige vej.
Gliderkassen, består af selve dampstemplet nederst, og glideren for oven. Glideren er en ventil, der ved at køre frem og tilbage leder dampen ned på henholdsvis for- og bagside af stemplet, samt leder den brugte damp ud. De første glidere var såkaldte "kasse-glidere". Disse havde dog den ulempe, at de hurtigt blev slidt. Senere opfandt man "cylinder-glideren", som er brugt på stort set alle nyere damplokomotiver.
Når stemplet kører frem og tilbage, overføres denne kraft af drivstangen til drivhjulet, hvorved frem- og tilbagebevægelsen transformeres til cirkelbevægelse. De andre drivhjul er koblet på drivhjulet med en kobbelstang.
Antallet af drivhjul varier alt efter lokomotivets vægt og funktion. Drivhjul og løbehjul kaldes samlet for lokomotivets hjulstilling og kan beskrives med en bogstav/tal-kombination.
Størrelsen på drivhjulene varierer også efter lokomotivets funktion, typisk vil ekspreslokomotiver have store hjul med en diameter op mod 2 meter for dermed at opnå højere hastigheder, mens gods- og universallokomotiver vil have mindre hjul for højere moment på hjulet.
På drivhjulet er der en stang, der går op til kvadranten. Denne er en halvmåneformet stang, som er fast monteret i midten. Stangen fra drivhjulet får kvadranten til at vippe frem og tilbage. På den anden side af kvadranten sidder en stang der kan flyttes op og ned af kvadranten. Denne stang går over til glideren og får denne til at bevæge sig frem og tilbage.
Hvis stangen til glideren sidder i yderstillingerne på kvadranten, vil den blive udsat for størst frem og tilbage bevægelse. Denne overføres til glideren, der lukker damp ind og ud af cylinderen. I den ene ende af kvadranten vil bevægelsen få lokomotivet til at bakke, og i den anden ende kører det frem. Mod midten af kvadranten bevæger stangen sig ikke så meget frem og tilbage, jo mindre den bevæges frem og tilbage jo mindre damp ledes ind i cylinderen til stemplet. Dette kaldes også fyldningen eller fyldningsgraden. 
Når toget sætter i gang eller kører op ad bakke, skal der bruges meget damp. Derfor lægges styringen helt ud på kvadranten, så cylinderen fyldes med meget damp. Dette høres som tunge dampslag. Ved højere fart, lægges styringen ind, så der ikke fyldes så meget damp i cylinderen, hvilket giver mindre tøf tøf lyd ved almindelig kørsel, og der spares på dampen. Styringen svarer næsten til gearet på en bil.
Når styringen står i nul-stilling (neutral), kan glideren ikke bevæge sig, og der ledes ikke damp til cylinderen. På styringshåndtagets stilling eller evt. styringsskala kan lokomotivføreren aflæse fyldningsgraden. Alt efter styringens tilstand, kan den aflæste fyldningsgrad afvige mere eller mindre fra den virkelige. Dette har været tilfældet på navnlig DSB's C- D- og K-maskiner efter længere tids brug efter reparation. Man har eksempelvis engang på en C-maskine konstateret, at den virkelige nul-stilling lå 18% tilbage.
På bagvæggen af kedlen (fyrkassen) er der to glas der viser vandstanden øverst i kedlen. Der skal altid være vand over fyrkassen, og det er fyrbøderens ansvar at sørge for dette. Når vandstanden falder vil han bruge en injektor til at sætte vand på kedlen.
Der er altid 2 injektorer (eller en injektor og en fødevandspumpe) på et damplokomotiv. De fungerer ved at suge vandet op i injektoren fra vandkassen, for derefter at blive skudt ind i kedlen med damptryk. På grund af bevægelsesenergien i vandet, kan dette overvinde damptrykket i kedlen.

## Varianter
Damplokomotiver kan inddeles i to grupper, disse har som sådan intet med selve dampmaskinen at gøre, men afhænger af om lokomotivet er udstyret med beholdere til brændsel og vand, så kaldes lokomotivet et ”tenderlokomotiv”, eller dette medbringes i en separat vogn (en tender) så kaldes lokomotivet og tender for et ”Lokomotiv med tilkoblet tender”
En variant af damplokomotivet var ikke udstyret med egen dampkedel, men medbragte damptrykket i en beholder, så anvendes betegnelsen akkumulatorlokomotiv. Sådanne lokomotiver havde begrænset arbejdstid, men var nyttige i områder med eksplosionsfare.
I Schweiz blev nogle damplokomotiver ombygget så de også kunne opvarme dampen via elektricitet.
 
Elektriciteten på 15 kV, 16,6 Hz, blev hentet via en strømaftager og sendt ind i to transformatorer dimensioneret samlet til 480 kW.
I Tyskland blev der i 1950'erne udviklet damplokomotiver der benyttede olie i stedet for kul. F.eks. tungt godstogslokomotiv BR 44.

## Fabrikanter
I Danmark er der kun blevet fremstillet damplokomotiver ved Frichs i Århus, Vulcan i Maribo, SFJ i Odense samt hos B&W og Hüttemeier i København.

Derudover kan bl.a. nævnes: Borsig i Tegel bei Berlin og Hanomag i Hannover-Linden, begge i Tyskland, samt Stephenson i Newcastle-upon-Tyne, England.